# Monica Niculescu
Monica Niculescu (Slatina, 1987. szeptember 25.– ) román teniszezőnő, olimpikon.
2002-ben kezdte profi pályafutását, amelynek során három egyéni és 12 páros WTA-tornagyőzelmet aratott, emellett egy egyéni és négy páros WTA 125K-, valamint 19 egyéni és 23 páros ITF-torna győztese. Legjobb egyéni világranglista-helyezése a 28. helyezés volt, ezt 2012. február 17-én érte el, párosban a 11. helyre 2018. április 2-án került.
A Grand Slam-tornákon a legjobb eredményét egyéniben a 2011-es US Openen, valamint 2015-ben Wimbledonban érte el, amikor a 4. körig jutott. Párosban a 2017-es wimbledoni teniszbajnokság a tajvani Csan Hao-csing párjaként a döntőig jutott.

## Grand Slam-döntői

### Páros

#### Elveszített döntői (1)
| Év   | Helyszín  | Borítás | Partner        | Ellenfelek a döntőben                 | Eredmény a döntőben |
| 2017 | Wimbledon | Fű      | Csan Hao-csing | Jekatyerina Makarova Jelena Vesznyina | 0–6, 0–6            |

## WTA döntői

### Egyéni

#### Győzelmei (3)
| Összesítés           |                        |
| Grand Slam-torna (0) |                        |
| Tier I (0)           | Premier Mandatory* (0) |
| Tier II (0)          | Premier Five* (0)      |
| Tier III (0)         | Premier* (0)           |
| Tier IV (0)          | International* (3)     |
| Tier V (0)           | Challenger* (0)        |

* 2009-től megváltozott a tornák rendszere. Challenger tornákat 2012-től rendeznek.
 Az egymás mellett azonos színnel jelölt tornatípusok között nincs teljes mértékű megfelelés.
| No. | Dátum                | Helyszín                                           | Borítás    | Ellenfél a döntőben | Eredmény a döntőben | Eredmény a döntőben |
| 1.  | 2013. március 2.     | Brasil Tennis Cup, Florianópolis, Brazília         | Kemény     | Olga Pucskova       | 6–2, 4–6, 6–4       |                     |
| 2.  | 2014. szeptember 21. | Guangzhou International Women’s Open, Kanton, Kína | Kemény     | Alizé Cornet        | 6–4, 6–0            |                     |
| 3.  | 2016. október 22.    | BGL Luxembourg Open, Luxembourg, Luxemburg         | Kemény (f) | Petra Kvitová       | 6–4, 6–0            |                     |

#### Elveszített döntői (5)
| No. | Dátum                | Helyszín                                          | Borítás    | Ellenfél a döntőben | Eredmény a döntőben | Eredmény a döntőben |
| 1.  | 2011. október 23.    | BGL Luxembourg Open, Luxembourg, Luxemburg        | Kemény (f) | Viktorija Azaranka  | 2–6, 2–6            |                     |
| 2.  | 2012. október 21.    | BGL Luxembourg Open, Luxembourg, Luxemburg        | Kemény (f) | Venus Williams      | 2–6, 3–6            |                     |
| 3.  | 2015. június 15.     | Nottingham Open, Nottingham, Nagy-Britannia       | Fű         | Ana Konjuh          | 6–1, 4–6, 2–6       |                     |
| 4.  | 2016. szeptember 25. | KDB Korea Open, Szöul, Dél-Korea                  | Kemény     | Lara Arruabarrena   | 0-6, 6-2, 0-6       |                     |
| 5.  | 2017. január 14.     | Moorilla Hobart International, Hobart, Ausztrália | Kemény     | Elise Mertens       | 3-6, 1-6            |                     |

### Páros

#### Győzelmei (12)
| Összesítés            |                              |
| Grand Slam-torna (0)  |                              |
| Premier Mandatory (0) | WTA 1000 (kötelező)* (0)     |
| Premier Five (0)      | WTA 1000 (nem kötelező)* (0) |
| Premier (1)           | WTA 500* (2)                 |
| International (8)     | WTA 250* (1)                 |

*2021-től megváltozott a tornák kategóriáinak elnevezése.
|     | Dátum               | Torna                                                  | Borítás    | Partner            | Ellenfelek a döntőben                               | Eredmény a döntőben    |  |
| 1.  | 2009. július 12.    | GDF Suez Grand Prix, Budapest, Magyarország            | Salak      | Alisza Klejbanova  | Aljona Bondarenko Katerina Bondarenko               | 6–4, 7–6(5)            |  |
| 2.  | 2012. január 14.    | Moorilla Hobart International, Hobart, Ausztrália      | Kemény     | Irina-Camelia Begu | Csuang Csia-zsung Marina Eraković                   | 6–7(4), 7–6(4), [10–5] |  |
| 3.  | 2014. január 4.     | Shenzhen Open, Sencsen, Kína                           | Kemény     | Klára Koukalová    | Ljudmila Kicsenok Nagyija Kicsenok                  | 6–3, 6–4               |  |
| 4.  | 2014. január 11.    | Moorilla Hobart International, Hobart, Ausztrália      | Kemény     | Klára Koukalová    | Lisa Raymond Csang Suaj                             | 6–2, 6–7(5), [10–8]    |  |
| 5.  | 2016. január 9.     | Shenzhen Open, Sencsen, Kína                           | Kemény     | Vania King         | Hszü Ji-fan Cseng Szaj-szaj                         | 6−1, 6−4               |  |
| 6.  | 2016. július 24.    | Citi Open, Washington, Amerikai Egyesült Államok       | Kemény     | Yanina Wickmayer   | Aojama Suko Ozaki Risa                              | 6–4, 6–3               |  |
| 7.  | 2016. augusztus 27. | Connecticut Open, New Haven, Amerikai Egyesült Államok | Kemény     | Szánija Mirza      | Katerina Volodimirivna Bondarenko Csuang Csia-zsung | 7–5, 6–4               |  |
| 8.  | 2017. április 16.   | Ladies Open Biel Bienne, Biel, Svájc                   | Kemény (f) | Hszie Su-vej       | Bacsinszky Tímea Martina Hingis                     | 5–7, 6–3, [10–7]       |  |
| 9.  | 2019. február 3.    | Hua Hin Championships, Huahin                          | Kemény     | Irina-Camelia Begu | Anna Blinkova Vang Ja-fan                           | 2–6, 6–1, [12–10]      |  |
| 10. | 2021. október 2.    | Astana Open, Nur-Szultan                               | Kemény (f) | Anna-Lena Friedsam | Angelina Gabujeva Anasztaszija Zaharova             | 6–2, 4–6, [10–5]       |  |
| 11. | 2024. május 26.     | Internationaux de Strasbourg, Strasbourg               | Salak      | Cristina Bucșa     | Asia Muhammad Aldila Sutjiadi                       | 3–6, 6–4, [10–6]       |  |
| 12. | 2024. augusztus 25. | Monterrey Open, Monterrey                              | Kemény     | Kuo Han-jü         | Giuliana Olmos Alekszandra Panova                   | 3–6, 6–3, [10–4]       |  |

#### Elveszített döntői (25)
|     | Dátum                | Torna                                                         | Borítás    | Partner              | Ellenfelek a döntőben                    | Eredmény a döntőben |
| 1.  | 2008. augusztus 17.  | Pilot Pen Tennis, New Haven, Amerikai Egyesült Államok        | Kemény     | Sorana Cîrstea       | Květa Peschke Lisa Raymond               | 6–4, 5–7, [7–10]    |
| 2.  | 2009. augusztus 2.   | Bank of the West Classic, Stanford, Amerikai Egyesült Államok | Kemény     | Csan Jung-zsan       | Serena Williams Venus Williams           | 1–6, 4–6            |
| 3.  | 2010. január 16.     | Moorilla Hobart International, Hobart, Australia              | Kemény     | Csan Jung-zsan       | Květa Peschke Csuang Csia-zsung          | 6–3, 3–6, [7–10]    |
| 4.  | 2010. július 18.     | ECM Prague Open, Prága, Csehország                            | Salak      | Szávay Ágnes         | Bacsinszky Tímea Tathiana Garbin         | 5–7, 6–7(4)         |
| 5.  | 2011. július 23.     | Baku Cup, Baku, Azerbajdzsán                                  | Kemény     | Galina Voszkobojeva  | Marija Koritceva Taccjana Pucsak         | 3–6, 6–2, [8–10]    |
| 6.  | 2012. szeptember 22. | Guangzhou International Women’s Open, Kanton, Kína            | Kemény     | Jarmila Gajdošová    | Tamarine Tanasugarn Csang Suaj           | 6–2, 2–6, [8–10]    |
| 7.  | 2012. október 21.    | BGL Luxembourg Open, Luxembourg, Luxemburg                    | Kemény (f) | Irina-Camelia Begu   | Andrea Hlaváčková Lucie Hradecká         | 3–6, 4–6            |
| 8.  | 2013. június 22.     | AEGON International, Eastbourne, Egyesült Királyság           | Fű         | Klára Koukalová      | Nagyja Petrova Katarina Srebotnik        | 3-6, 3-6            |
| 9.  | 2014. április 13.    | Katowice Open, Katowice, Lengyelország                        | Kemény (f) | Klára Koukalová      | Julija Bejhelzimer Olha Szavcsuk         | 4–6, 7–5, [7–10]    |
| 10. | 2015. január 17.     | Moorilla Hobart International, Hobart, Ausztrália             | Kemény     | Vitalija Gyjacsenko  | Kiki Bertens Johanna Larsson             | 5–7, 3–6            |
| 11. | 2015. október 3.     | Wuhan Open, Vuhan, Kína                                       | Kemény     | Irina-Camelia Begu   | Martina Hingis Szánija Mirza             | 2−6, 3−6            |
| 12. | 2015. október 24.    | Kremlin Cup, Moszkva, Oroszország                             | Kemény (f) | Irina-Camelia Begu   | Darja Kaszatkina Jelena Vesznyina        | 3–6, 7–6(7), [5–10] |
| 13. | 2016. július 31.     | Rogers Cup, Montréal, Kanada                                  | Kemény     | Simona Halep         | Jekatyerina Makarova Jelena Vesznyina    | 3–6, 6–7(5)         |
| 14. | 2016. október 22.    | BGL Luxembourg Open, Luxembourg, Luxemburg                    | Kemény (f) | Patricia Maria Țig   | Kiki Bertens Johanna Larsson             | 6–4, 5–7, [9–11]    |
| 15. | 2017. július 15.     | Wimbledon, London                                             | Fű         | Csan Hao-csing       | Jekatyerina Makarova Jelena Vesznyina    | 0–6, 0–6            |
| 16. | 2017. augusztus 19.  | Western & Southern Open, Cincinnati, Egyesült Államok         | Kemény     | Hszie Su-vej         | Csan Jung-zsan Martina Hingis            | 6–4, 4–6, [7–10]    |
| 17. | 2019. augusztus 24.  | Bronx Open, New York, Egyesült Államok                        | Kemény     | Margarita Gaszparjan | Darija Jurak María José Martínez Sánchez | 5–7, 6–2, [7–10]    |
| 18. | 2020. augusztus 16.  | Prague Open, Prága, Csehország                                | Kemény     | Raluca Olaru         | Lucie Hradecká Kristýna Plíšková         | 2–6, 2–6            |
| 19. | 2021. március 5.     | Qatar Total Open, Doha, Katar                                 | Kemény     | Jeļena Ostapenko     | Nicole Melichar Demi Schuurs             | 2–6, 6–2, [8–10]    |
| 20. | 2022. május 21.      | Morocco Open, Rabat, Marokkó                                  | Salak      | Alekszandra Panova   | Hozumi Eri Ninomija Makoto               | 7–6(7), 3–6, [8–10] |
| 21. | 2022. június 12.     | Nottingham Open, Nottingham, Egyesült Királyság               | Fű         | Caroline Dolehide    | Beatriz Haddad Maia Csang Suaj           | 6–7(2), 3–6         |
| 22. | 2023. július 3.      | Bad Homburg Open, Bad Homburg, Németország                    | Fű         | Hozumi Eri           | Ingrid Gamarra Martins Lidzija Marozava  | 0–6, 6–7(3)         |
| 23. | 2023. augusztus 6.   | Washington Open, Washington, Egyesült Államok                 | Kemény     | Alexa Guarachi       | Laura Siegemund Vera Zvonarjova          | 4–6, 4–6            |
| 24. | 2024. október 20.    | Japan Women's Open, Oszaka, Japán                             | Kemény     | Cristina Bucșa       | Sibahara Ena Laura Siegemund             | 6–3, 2–6, [2–10]    |
| 25. | 2025. január 11.     | Hobart International, Hobart, Ausztrália                      | Kemény     | Stollár Fanny        | Csiang Hszin-jü Wu Fang-hsien            | 1–6, 6–7(6)         |

## WTA 125K-döntői

### Egyéni

#### Győzelmei (1)
| No. | Dátum              | Helyszín                                | Borítás    | Ellenfél a döntőben | Eredmény a döntőben | Eredmény a döntőben |
| 1.  | 2017. november 12. | Open de Limoges, Limoges, Franciaország | Kemény (f) | Antonia Lottner     | 6–4, 6–2            |                     |

### Páros

#### Győzelmei (4)
| No. | Dátum              | Helyszín                                       | Borítás    | Partner             | Ellenfelek a döntőben            | Eredmény a döntőben |
| 1.  | 2021. december 19. | Open de Limoges, Limoges, Franciaország        | Kemény (f) | Vera Zvonarjova     | Estelle Cascino Jessika Ponchet  | 6–4, 6–4            |
| 2.  | 2023. december 10. | Open Angers, Angers, Franciaország             | Kemény (f) | Cristina Bucșa      | Anna Danilina Alekszandra Panova | 6–1, 6–3            |
| 3.  | 2024. október 6.   | Hong Kong 125 Open, Hongkong                   | Kemény     | Elena-Gabriela Ruse | Hibino Nao Ninomija Makoto       | 6–3, 5–7, [10–5]    |
| 4.  | 2024. december 7.  | Open Angers Arena Loire, Angers, Franciaország | Kemény (f) | Elena-Gabriela Ruse | Belinda Bencic Céline Naef       | 6–3, 6–4            |

#### Elveszített döntői (3)
| No. | Dátum              | Helyszín              | Borítás    | Partner         | Ellenfelek a döntőben             | Eredmény a döntőben |
| 1.  | 2021. december 12. | Angers, Franciaország | Kemény (f) | Vera Zvonarjova | Tereza Mihalíková Greet Minnen    | 6–4, 1–6 [8–10]     |
| 2.  | 2023. július 23.   | Jászvásár, Románia    | Salak      | Irina Bara      | Veronika Erjavec Dalila Jakupović | 4–6, 4–6            |
| 3.  | 2024. május 19.    | Párizs, Franciaország | Salak      | Csu Lin         | Asia Muhammad Aldila Sutjiadi     | 6–7(3), 6–4, [9–11] |

## Eredményei Grand Slam-tornákon

### Egyéniben
| Grand Slam | Australian Open | Australian Open     | Roland Garros  | Roland Garros      | Wimbledon | Wimbledon            | US Open        | US Open              |
| Év         | Eredmény        | Utolsó ellenfél     | Eredmény       | Utolsó ellenfél    | Eredmény  | Utolsó ellenfél      | Eredmény       | Utolsó ellenfél      |
| 2008       | 1. kör          | Camille Pin         | 1. kör         | Jelena Janković    | 2. kör    | Szávay Ágnes         | 1. kör         | Kaia Kanepi          |
| 2009       | 2. kör          | Sara Errani         | 1. kör         | Aleksandra Wozniak | 1. kör    | J Svedova            | 1. kör         | Shenay Perry         |
| 2010       | 1. kör          | Jelena Janković     | Selejtező (Q3) | Selejtező (Q3)     | 2. kör    | Flavia Pennetta      | 1. kör         | V Azaranka           |
| 2011       | 3. kör          | Francesca Schiavone | 1. kör         | Yanina Wickmayer   | 2. kör    | MJ Martínez Sánchez  | 4. kör         | Angelique Kerber     |
| 2012       | 3. kör          | Caroline Wozniacki  | 1. kör         | Nyina Bratcsikova  | 1. kör    | S Foretz Gacon       | 1. kör         | Morita Ajumi         |
| 2013       | 1. kör          | V Azaranka          | 1. kör         | Johanna Larsson    | 1. kör    | Mona Barthel         | 1. kör         | G Voszkobojeva       |
| 2014       | 3. kör          | J Makarova          | 2. kör         | Paula Ormaechea    | 1. kör    | Alison Van Uytvanc   | 2. kör         | B Záhlavová-Strýcová |
| 2015       | 1. kör          | Samantha Stosur     | 1. kör         | C Suárez Navarro   | 4. kör    | Bacsinszky Tímea     | 2. kör         | Flavia Pennetta      |
| 2016       | 2. kör          | J Kulicskova        | 1. kör         | Pauline Parmentier | 2. kör    | Bacsinszky Tímea     | 3. kör         | Caroline Wozniacki   |
| 2017       | 1. kör          | Anna Blinkova       | 1. kör         | Anett Kontaveit    | 1. kör    | Magdaléna Rybáriková | 3. kör         | Jennifer Brady       |
| 2018       | 1. kör          | Mona Barthel        | –              | –                  | 1. kör    | Ószaka Naomi         | 1. kör         | Julia Glushko        |
| 2019       | 1. kör          | Amanda Anisimova    | –              | –                  | 2. kör    | Elise Mertens        | 1. kör         | Dajana Jasztremszka  |
| 2020       | 1. kör          | Alizé Cornet        | 1. kör         | Danielle Collins   | elmaradt  | elmaradt             | –              | –                    |
| 2021       | Selejtező (Q1)  | Selejtező (Q1)      | Selejtező (Q3) | Selejtező (Q3)     | 1. kör    | Arina Szabalenka     | Selejtező (Q3) | Selejtező (Q3)       |

### Párosban
| Grand Slam | Australian Open          | Australian Open                     | Roland Garros               | Roland Garros                          | Wimbledon                 | Wimbledon                             | US Open                   | US Open                                |
| Év         | Eredmény Partner         | Utolsó ellenfél                     | Eredmény Partner            | Utolsó ellenfél                        | Eredmény Partner          | Utolsó ellenfél                       | Eredmény Partner          | Utolsó ellenfél                        |
| 2008       | –                        | –                                   | 2. kör Gallovits-Hall Edina | Jen Ce Cseng Csie                      | 2. kör Sorana Cîrstea     | Květa Peschke Rennae Stubbs           | 2. kör Sorana Cîrstea     | K Jans-Ignacik Alicja Rosolska         |
| 2009       | 2. kör Sorana Cîrstea    | Nathalie Dechy Mara Santangelo      | 3. kör Vania King           | Cara Black Liezel Huber                | 3. kör A Kudrjavceva      | A Medina Garrigues V Ruano Pascual    | 3. kör Vania King         | N Llagostera Vives MJ Martínez Sánchez |
| 2010       | 3. kör Csan Jung-zsan    | Lisa Raymond Rennae Stubbs          | Nagyeddöntő Sahar Peér      | N Llagostera Vives MJ Martínez Sánchez | 2. kör Sahar Peér         | Vania King J Svedova                  | 3. kör Sahar Peér         | Gisela Dulko Flavia Pennetta           |
| 2011       | 2. kör Jen Ce            | R Kops-Jones Abigail Spears         | 3. kör Csan Jung-zsan       | Vania King J Svedova                   | 2. kör Csan Jung-zsan     | Date Kimiko Csang Suaj                | 1. kör Sahar Peér         | Iveta Benešová B Záhlavová-Strýcová    |
| 2012       | Negyeddöntő I-C Begu     | Sz Kuznyecova V Zvonarjova          | 2. kör Marina Eraković      | Séverine Beltrame Laura Thorpe         | 2. kör I-C Begu           | Hszie Su-vej Sabine Lisicki           | 1. kör A Amanmuradova     | Madison Keys Jessica Pegula            |
| 2013       | 3. kör I-C Begu          | J Makarova J Vesznyina              | 3. kör Vania King           | Nagyja Petrova Katarina Srebotnik      | 1. kör Dominika Cibulková | A-L Grönefeld Květa Peschke           | 1. kör Dominika Cibulková | A Pavljucsenkova Lucie Šafářová        |
| 2014       | 2. kör K Zakopalová      | Cara Black Szánija Mirza            | 2. kör Klára Koukalová      | Andrea Petković M Rybáriková           | 2. kör Klára Koukalová    | Garbiñe Muguruza C Suárez Navarro     | 2. kör Caroline Garcia    | Cara Black Szánija Mirza               |
| 2015       | 2. kör V Gyjacsenko      | R Kops-Jones Abigail Spears         | 1. kör A Parra Santonja     | Bacsinszky Tímea Csuang Csia-zsung     | 2. kör Olha Szavcsuk      | Babos Tímea Kristina Mladenovic       | 2. kör Olha Szavcsuk      | A Kudrjavceva A Pavljucsenkova         |
| 2016       | 1. kör I-C Begu          | Dominika Cibulková Kirsten Flipkens | –                           | –                                      | 1. kör M Gaszparjan       | A Panova Shelby Rogers                | 3. kör Vania King         | J. Makarova J. Vesznyina               |
| 2017       | 1. kör Abigail Spears    | M Lučić-Baroni Andrea Petković      | –                           | –                                      | Döntő Csan Hao-csing      | J Makarova J Vesznyina                | 3. kör Hszie Su-vej       | Babos Tímea Andrea Hlaváčková          |
| 2018       | Elődöntő I-C Begu        | J Makarova J Vesznyina              | –                           | –                                      | 3. kör Kirsten Flipkens   | Babos Tímea Kristina Mladenovic       | 2. kör I-C Begu           | Ljudmila Kicsenok Laura Siegemund      |
| 2019       | 3. kör Irina Bara        | Raquel Atawo Katarina Srebotnik     | –                           | –                                      | 3. kör I-C Begu           | Hszie Su-vej Barbora Strýcová         | 1. kör M Gaszparjan       | V Azaranka Ashleigh Barty              |
| 2020       | 3. kör Doi Miszaki       | Csan Hao-csing Latisha Chan         | 2. kör Doi Miszaki          | Gabriela Dabrowski Jeļena Ostapenko    | elmaradt                  | elmaradt                              | –                         | –                                      |
| 2021       | 1. kör P Maria Țig       | Andreea Mitu Raluca Olaru           | 3. kör Jeļena Ostapenko     | Karolína Plíšková Kristýna Plíšková    | 2. kör Andreea Mitu       | Caroline Dolehide Storm Sanders       | Negyeddöntő E-G Ruse      | Alexa Guarachi Desirae Krawczyk        |
| 2022       | –                        | –                                   | 2. kör A Van Uytvanck       | Cori Gauff Jessica Pegula              | 1. kör E-G Ruse           | Kirsten Flipkens S Sorribes Tormo     | 1. kör E-G Ruse           | Barbora Krejčíková Kateřina Siniaková  |
| 2023       | 3. kör Viktorija Golubic | Storm Hunter Elise Mertens          | 1. kör Ninomija Makoto      | Babos Tímea Anna Danilina              | 1. kör Nadia Podoroska    | Viktória Hrunčáková Tereza Mihalíková | 1. kör Alexa Guarachi     | Sophie Chang Alycia Parks              |
| 2024       | 1. kör Ingrid Martins    | Sara Errani Jasmine Paolini         | 3. kör Cristina Bucșa       | Emma Navarro Gyiana Snajgyer           | –                         | –                                     | 1. kör Kuo Han-jü         | Maia Lumsden Anna Sisková              |
| 2025       | 1. kör Sofia Kenin       | Kato Miju Renata Zarazúa            | 1. kör Katarzyna Piter      | Leylah Fernandez Julija Putyinceva     |                           |                                       |                           |                                        |

## Év végi világranglista-helyezései
| Év     | 2002 | 2003 | 2004 | 2005 | 2006 | 2007 | 2008 | 2009 | 2010 | 2011 | 2012 | 2013 | 2014 | 2015 | 2016 | 2017 | 2018 | 2019 | 2020 | 2021 | 2022 | 2023 | 2024 |
| Egyéni | 875. | 451. | 430. | 268. | 222. | 179. | 47.  | 101. | 83.  | 30.  | 58.  | 60.  | 47.  | 39.  | 39.  | 100. | 78.  | 116. | 144. | 267. | –    | 944. | –    |
| Páros  | 699. | 369. | 485. | 218. | 159. | 131. | 36.  | 30.  | 30.  | 50.  | 27.  | 70.  | 38.  | 33.  | 19.  | 23.  | 48.  | 47.  | 53.  | 39.  | 47.  | 41.  | 33.  |